# Uddannelsesforum
Det tidligere Uddannelsesforum, nu Danmarks Læringsfestival er en kombineret konference og udstilling med fokus på læremidler, udvikling og pædagogisk anvendelse af it. Målgruppen er uddannelsessektoren, kommuner, politiske institutioner, interesseorganisationer og private virksomheder. 
Formålet med Danmarks Læringsfestival er at hjælpe uddannelsesinstitutionerne til, med optimal udnyttelse af ny teknologi, at udvikle kvaliteten og effektiviteten i undervisning, administration, ledelse og organisation ved at tilbyde aktører i den danske uddannelsessektor et mødested for faglig formidling af og debat om uddannelsespolitiske initiativer og målsætninger, forskning, ideer og erfaringer, samt kommerciel formidling af relevante produkter, læremidler og it-services m.v.
Danmarks Læringsfestival arrangeres af STIL - Styrelsen for It og Læring.